# Дашков, Павел Михайлович
Князь Павел Михайлович Дашков (11 (22) мая 1763—6 (18) января 1807) — генерал-лейтенант (1798), киевский военный губернатор (1798) и московский губернский предводитель дворянства (с 1802). Последний мужчина в княжеском роду Дашковых. Отец историка Михаила Щербинина.

## Биография
Родился 11 (22) мая 1763 года. Второй (младший) сын бригадира, князя Михаила Ивановича Дашкова (1736—1764), и княгини Екатерины Романовны Дашковой, урождённой Воронцовой (1743—1810), подруги и соратницы императрицы Екатерины Великой.
В 1772 году 8-летний князь Павел Дашков был записан на военную службу, произведён в корнеты.
Первоначальное образование получал под руководством своей матери. Знал французский, итальянский, английский и латынь, изучал математику, фортификацию, географию, рисование, фехтование, танцы. Затем окончил Эдинбургский университет, где получил степень «магистра искусств».
Вернувшись в Россию в 1782 году вступил в действительную службу: 14 июня был назначен адъютантом светлейшего князя Григория Александровича Потёмкина, а через два дня был произведён в капитан-поручики лейб-гвардии Семеновского полка. В 1783 году стал полковником.

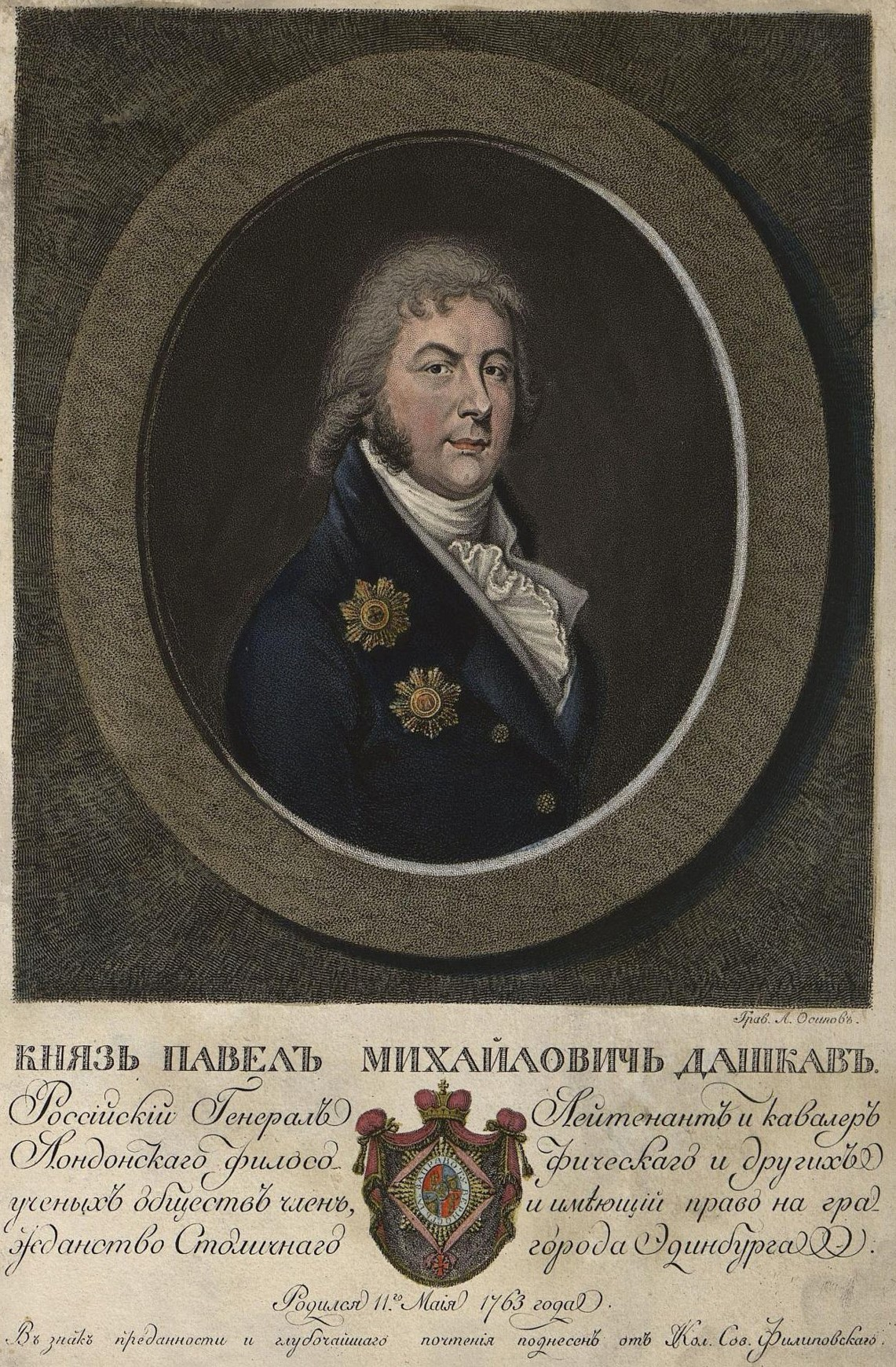
Портрет князя Дашкова П.М. Гравюра начала 1800-х гг.

В 1785 году князь Павел Михайлович Дашков вернулся в Петербург. В 1787—1788 годах был в Речи Посполитой. Женился 14 января 1788 года на Анне Семёновне Алферовой (1768—1809) и этой женитьбой на купеческой дочери, совершённой без благословения матери, испортил с ней отношения..
В конце 1788 года отправился в действующую русскую армию в Молдавии и Бессарабии, где в 1789 году получил чин бригадира. В 1790 году он был произведён в генерал-майоры. В 1792 году находился в Малороссии, в 1796 году — в армии под руководством генерал-фельдмаршала графа Петра Румянцева-Задунайского. 4 января 1798 года указом императора Павла I князь П. М. Дашков был произведён в генерал-лейтенанты; награждён орденом Св. Анны 1-й степени. Был назначен 14 марта 1798 года киевским военным губернатором, инспектором по кавалерии Украинской дивизии и шефом Киевского гренадерского полка. Но вскоре стал ходатайствовать за Альтести (бывшего секретаря Платона Зубова) и в результате попал в царскую опалу; 24 октября 1798 года он был отстранён от всех занимаемых должностей и уволен с военной службы, после чего удалился в свое имение в Тамбовской губернии. 

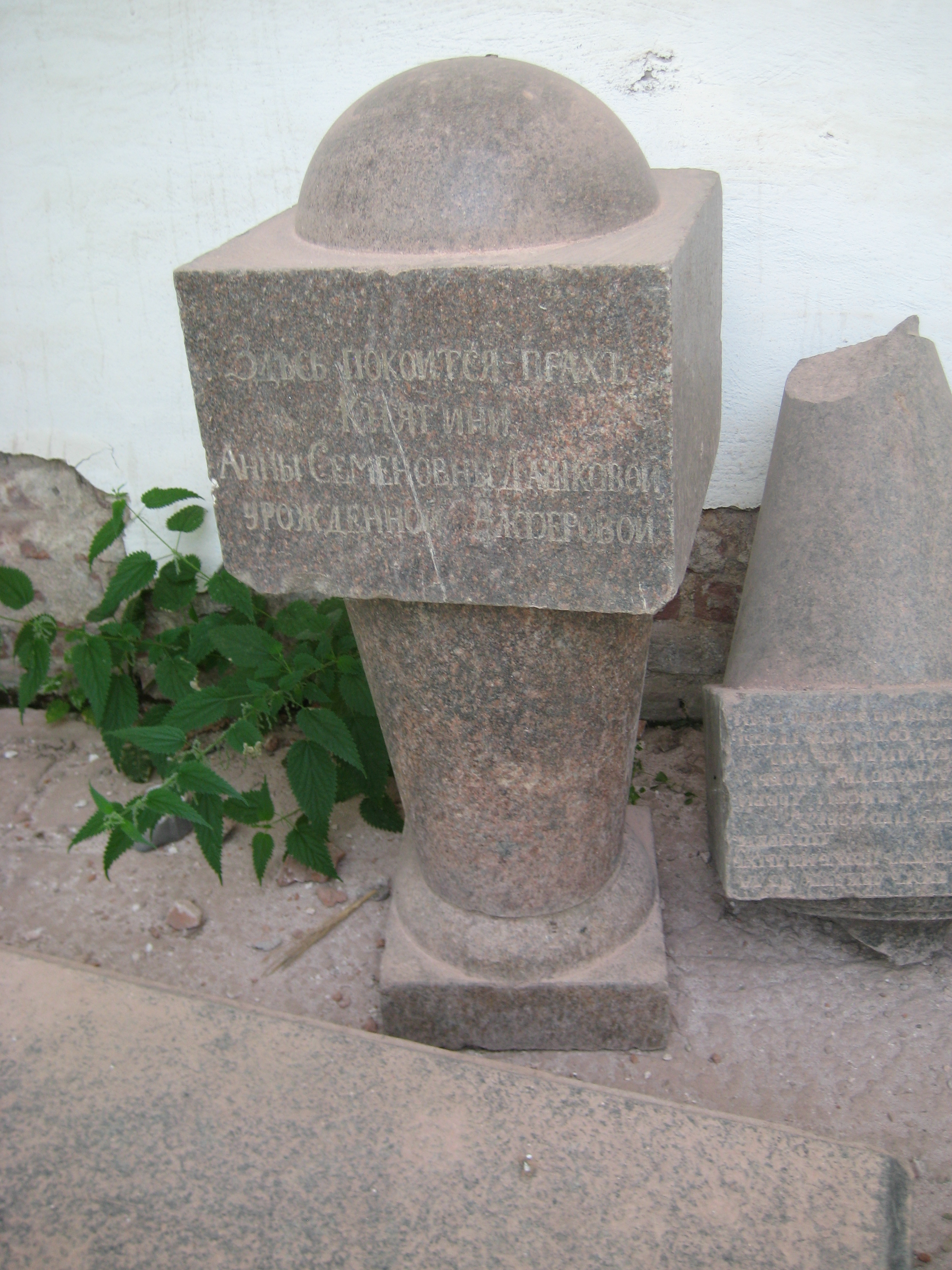
Надгробие супруги

После смерти императора Павла I  и вступления на престол его сына Александра I перебрался в Москву, где с 1802 года исполнял обязанности московского губернского предводителя дворянства. Сначала жил на Плющихе, а затем переехал
на Тверскую, рядом с Саввинским подворьем. Был награждён в 1806 году орденом Св. Александра Невского.
Согласно запискам С. Н. Глинки, избрание в декабре 1806 года моряка Н. С. Мордвинова предводителем московского дворянства «сильно взволновало честолюбие князя Дашкова». Он схватил желчную горячку и скоропостижно скончался после 12 дней болезни 6 (18) января 1807 года. Отпевали его в церкви Воскресения на Вражке в Брюсовском переулке. Памятник на могиле в Новоспасском монастыре, установленный сестрой Анастасией Щербининой, разрушен после революции.
Современники сообщали, что князь Дашков отличался весёлостью, беспечностью и склонностью ко всякого рода удовольствиям. Его крестная мать, императрица Екатерина II, говорила о Павле: «Простак и пьяница». «У князя были недостатки, — писала Марта Вильмот, – но если человечество имело когда-нибудь друга, то это был он. Князь был необычайно чуток к переживаниям и горестям других людей, и я никогда не слышала, чтобы он отказался облегчить чью-то участь и искренне не посочувствовал тем, кому не мог помочь. Жестокое стечение обстоятельств разлучило его с матерью. Сын так и не узнал, что перед смертью получил материнское благословение, так как был без чувств, и это еще усугубляет сожаление о случившемся»
По настоянию матери Дашков завещал своё имение двоюродному племяннику, графу Ивану Илларионовичу Воронцову (1790—1854), который получил от Александра I разрешение именоваться графом Воронцовым-Дашковым. Все трое детей Павла Дашкова родились вне брака, от любовницы с которой он открыто жил и которую мадам Щербинина называла своей сестрой, но после смерти брата отказала от дома. Будучи воспитаны тёткой, они получили её фамилию (Щербинины). Сын Михаил (30.11.1804—1881), сделал хорошую административную карьеру; дочери Надежда—Ольга (14.04.1802— 17.04.1882), замужем (с 8 ноября 1825 года) за штабс-ротмистром Иваном Михайловичем Никитиным (1791— ?), впоследствии Егорова , и Любовь (12.11.1803— ?).